# 3 Jours max
Série
30 Jours max
(2020)
Pour plus de détails, voir Fiche technique et Distribution.
3 Jours max est une comédie française réalisée par Tarek Boudali, sortie en 2023. C’est la suite du film 30 Jours max sorti en 2020.

## Synopsis
Rayane, le policier maladroit et héroïque à sa manière dans 30 JOURS MAX, se trouve cette fois-ci face à une situation des plus cocasses. Un cartel mexicain a enlevé sa grand-mère, et il dispose de 3 jours au maximum pour la sauver. Avec ses collègues dévoués, il s'engagera dans des péripéties intenses entre Paris, Abu Dhabi et le Mexique.

## Fiche technique
Sauf indication contraire, les informations mentionnées dans cette section peuvent être confirmées par les bases de données cinématographiques IMDb et Allociné,  présentes dans la section « Liens externes ».
- Titre original : 3 Jours max
- Réalisation : Tarek Boudali
- Scénario : Tarek Boudali
- Musique : Maxime Desprez et Michael Tordjman
- Décors :
- Costumes : Samuel Teisseire
- Photographie : Vincent Richard Marquis
- Son :
- Montage :
- Production : Christophe Cervoni et Marc Fiszman
  - Producteur délégué : Éric Mathis
- Sociétés de production : Axel Films et Studiocanal
- Société de distribution : Studiocanal
- Budget : 19,3 millions d'euros
- Pays de production :  France
- Langue originale : français
- Format :
- Genre : Comédie
- Durée : 87 minutes
- Dates de sortie :
  - France : 
    - 26 août 2023 (Angoulême)
    - 25 octobre 2023

## Distribution
- Tarek Boudali : Rayane
- Philippe Lacheau : Tony/la sœur de Tony
- Julien Arruti : Pierre/la sœur de Pierre
- Vanessa Guide : Stéphanie
- José Garcia : Vincent Ricardo dit Le Rat
- Marie-Anne Chazel : la mamie de Rayane
- Reem Kherici : Linda
- Chantal Ladesou : la mère de Pierre
- Élodie Fontan : la femme des Services Secrets
- Jean-Yves Berteloot : instructeur des Services Secrets
- Rossy de Palma : Alba Suarez
- Franck Gastambide : Dominic « Dom » Toretto (caméo)
- Michèle Laroque : commissaire
- Jean-Luc Couchard : Marc Cervoni

## Production

### Genèse et développement
Le projet est annoncé par Tarek Boudali lors d’une interview en compagnie de Julien Arruti pour le film Super-héros malgré lui de Philippe Lacheau qui annonce qu’ils préparent une suite de 30 Jours max où celle-ci serait plus centrée sur la grand-mère du personnage qu’incarne Tarek Boudali.
L'équipe, toujours composée de Philippe Lacheau, Julien Arruti, Vanessa Guide, Chantal Ladesou, Marie-Anne Chazel et Reem Kherici, s'envolera ensuite pour Dubai et Cancun. Boudali reprend son personnage de Rayane, un policier maladroit et craintif devenu une véritable tête brûlée après avoir appris, à tort, qu'il n'avait plus que 30 jours à vivre. Cette fois, il partira à la recherche de sa grand-mère, incarnée dans le premier film par Marie-Anne Chazel.
La bande annonce, dévoilée le 22 août 2023, démarre avec une réplique de Liam Neeson dans Taken, et est munie de plusieurs clins d’œil dont la saga Terminator, la scène de l'escalade d'un gratte-ciel par Tom Cruise dans Mission impossible : Protocole Fantôme, ou encore la scène du temple Maya par Indiana Jones dans Les Aventuriers de l'arche perdue.

## Tournage
Le tournage a commencé en septembre 2022 à Paris, ce que confirme Tarek Boudali lors de la promotion du film Menteur d'Olivier Baroux. Suivront Cancun et Abu Dhabi. Au début du film, les locaux des services secrets sont tournés dans le Musée de la Grande Guerre à Meaux.

## Accueil
| Pays ou région | Box-office        | Date d'arrêt du box-office | Nombre de semaines |
| -------------- | ----------------- | -------------------------- | ------------------ |
| France         | 1 898 935 entrées | 7 février 2024             | 15                 |
| Total mondial  | 15 152 854 $      | -                          | -                  |